# 前291年
| 千纪： | 前1千纪 |
| 世纪： | 前4世纪 \| 前3世纪 \| 前2世纪 |
| 年代： | 前320年代 \| 前310年代 \| 前300年代 \| 前290年代 \| 前280年代 \| 前270年代 \| 前260年代                                                          |
| 年份： | 前296年 \| 前295年 \| 前294年 \| 前293年 \| 前292年 \| 前291年 \| 前290年 \| 前289年 \| 前288年 \| 前287年 \| 前286年                            |
| 纪年： | 周赧王二十四年 魯後文公十二年 齊湣王十年 趙惠文王八年 魏昭王五年 韓釐王五年 秦昭襄王十六年 楚頃襄王八年 宋康王三十八年 衛懷君二年 燕昭王二十三年 |

## 大事记
- 秦国攻韩国和魏国，占领宛城。
- 秦国魏冉復相。
- 秦国左更司马错攻打魏国攻下轵城，攻打韩国攻下邓城
- 秦国封公子市到宛城，封公子悝到邓城

## 逝世
- 米南德，古希腊剧作家（出生于前342年）
- 狄菲卢斯，古希腊新喜剧诗人
- 纳尔科斯，古希腊演说家